# Kasachisches Weißkopfrind
Das Kasachische Weißkopfrind (russisch Казахская белоголовая, transkribiert Kasachskaja belogolowaja) ist eine Fleischrinderrasse aus Kasachstan und Russland.

## Zuchtgeschichte
Die Rasse bildete sich im rauen Klima von Kasachstan und Südostrussland. Ab 1930 wurden Kasachen-Rinder und Kalmücken-Rinder mit Hereford-Rindern gekreuzt. 1950 wurde das Kasachische Weißkopfrind als neue Rasse anerkannt.

## Charakteristika
- Farbe rot in vielen Schattierungen; Kopf, Wamme, Unterbauch und untere Beine weiß
- Körperbau kompakt, klein, breit, gerundet
- Brust breit und tief
- Skelett leicht und stark
- gut entwickelte Muskulatur
- Fell dicht, im Winter dick und lang
- Härte gegenüber Kälte und Hitze
- hohe Zunahmeraten und gute Mastfähigkeit
- gute Fleischqualität
- Gewicht Kühe 500 – 560 kg, Stiere 800 – 850 kg
- Milchleistung 1.200 – 1.500 kg mit 3,8 – 4,0 % Fett

Es existieren sechs Hauptzuchtlinien.
Stiere der Rasse Kasachisches Weißkopfrind werden oft für Kreuzungen verwendet, um andere Rassen zu verbessern.

## Vorkommen
Die Rasse wird in Kasachstan, der Oblast Orenburg, der Oblast Wolgograd, der Oblast Tschita und anderen Oblasten Russlands gehalten, ebenso in Burjatien und der Mongolei. 1980 zählte die Rasse 1.570.000 Tiere.

## Quelle
- https://www.fao.org/3/ah759e/AH759E08.htm